# Molitva suprotiva Turkom
Molitva suprotiva Turkom pjesma je u 172 dvostruko rimovana dvanaesterca protuturske tematike, napisana između 1493. i 1500. godine.
U pjesmi je skriven akrostih Solus Deus potes nos liberare de tribulatione inimicorum Turcorum sua potentia infinita, "Samo nas Bog, svojom svemoćnom rukom, može spasiti od nevolje naših neprijatelja Turaka", koji je otkrio Luko Paljetak. Pretpostavlja se da su na Marulića utjecali Juraj Šižgorić svojom Elegijom o pustošenju Šibenskog polja te srednjovjekovna pjesma Spasi, Marije, tvojih vjernih iz Tkonskog zbornika. 
Marulić je ovim djelom utjecao na Zoranićeve Planine u kojima pjeva ganku pastira Marula aludirajući na Turce, zatim na Petra Lučića i djelo Molitva Bogu protiv Turkom te na Slovenca Primoža Trubara i djelo Pjesni zuper Turke.

## Vanjske poveznice
- Tekst „Molitve suprotiva Turkom” na poezija.hr